# Regions Morgan Keegan Championships and the Cellular South Cup 2007
Regions Morgan Keegan Championships and the Cellular South Cup 2007 - тенісні турніри, що проходили на закритих кортах з твердим покриттям Racquet Club of Memphis у Мемфісі (США). Це був 32-й за ліком Regions Morgan Keegan Championships, і 22-й - Cellular South Cup. Належав до серії International Gold в рамках Туру ATP 2007, і до турнірів 3-ї категорії в рамках Туру WTA 2007. Тривав з 17 до 25 лютого 2007 року.

## Переможці та фіналісти

### Одиночний розряд, чоловіки
Томмі Гаас —  Енді Роддік, 6–3, 6–2
- Для Хааса це був 1-й титул за рік і 11-й - за кар'єру. Це був його 2-й підряд і 3-й загалом титул на цьому турнірі.

### Одиночний розряд, жінки
Вінус Вільямс —  Шахар Пеєр, 6–1, 6–1
- Для Вінус Вільямс це був 1-й титул за рік і 34-й - за кар'єру. Це був її 3-й титул на цьому турнірі.

### Парний розряд, чоловіки
Ерік Буторак /  Джеймі Маррей —  Юліан Ноул /  Юрген Мельцер, 7–5, 6–3

### Парний розряд, жінки
Ніколь Пратт /  Бріанн Стюарт —  Ярміла Ґайдошова /  Морігамі Акіко, 7–5, 4–6, [10–5]